# Grottes des Maures

Les grottes de s Maures sont un groupe de grottes naturelles et un site archéologique situées dans la commune  aragonaise de Peralta de Calasanz (province de Huesca en Espagne).
Elles est constituées de deux cavités, l'une servant d'entrée à la chambre principale où se trouvaient les découvertes archéologiques. Dans cette deuxième chambre ont été trouvés certains des restes humains les plus anciens d'Aragon, datant du Paléolithique supérieur (de la période Würm I-II), 1 bien qu'il existe des indices de son utilisation à des périodes ultérieures comme le Néolithique ou l'Âge du bronze. Le site a été classé Patrimoine culturel en Espagne et Bien d'intérêt culturel.

## Découverte
Les vestiges les plus anciens comprennent des os d'homme de Néandertal, que l'on pense être les restes d'un site funéraire pillé par des charognards. De plus, des outils en silex moustériens et des ossements de mammifères ont été découverts. Il a été suggéré qu'elles étaient utilisées comme abri temporaire lors des sorties de chasse, car elles n'étaient pas adaptées à une habitation plus permanente.

## Galerie

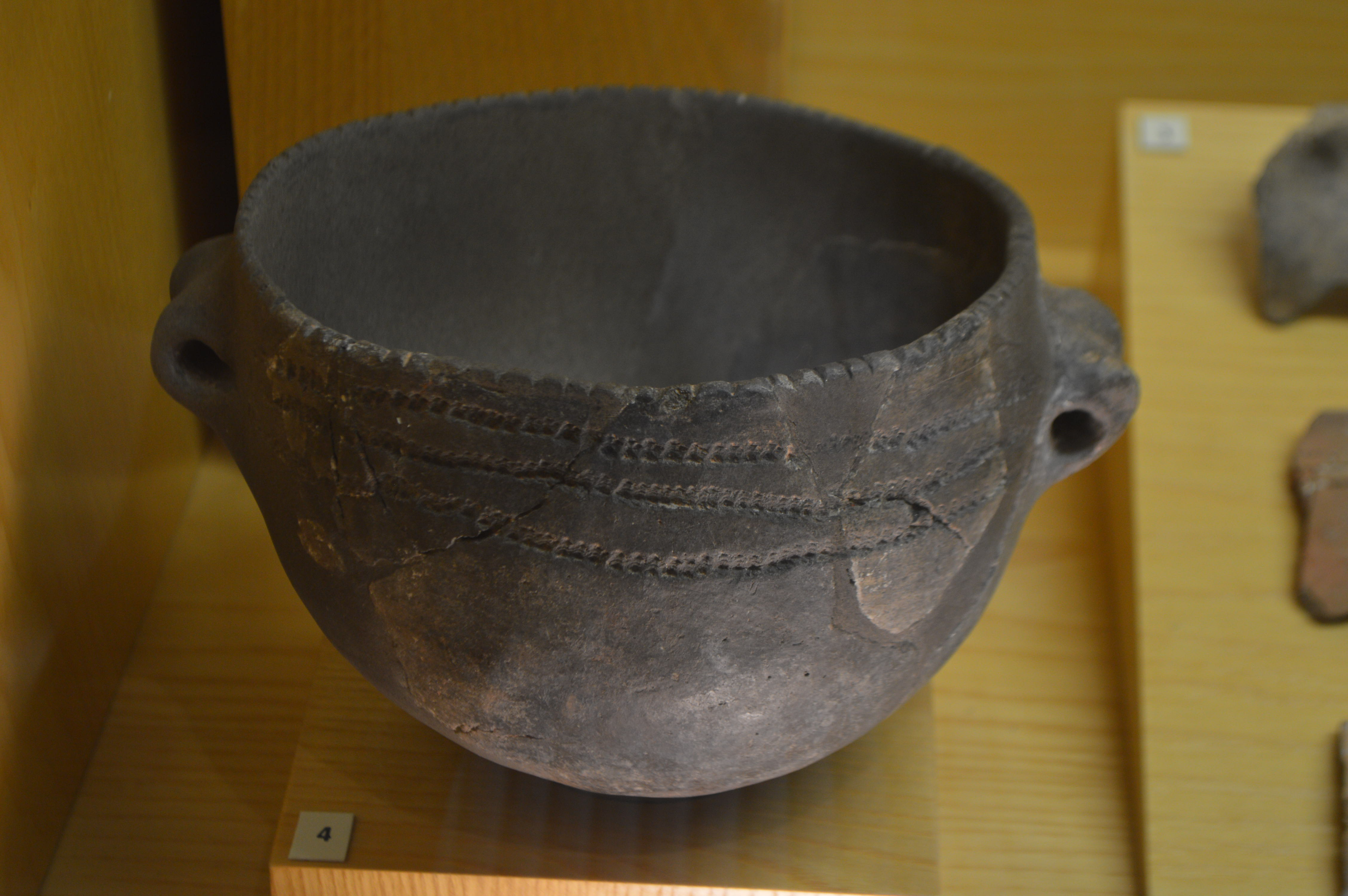
Bol à décor imprimé de la grotte des Maures
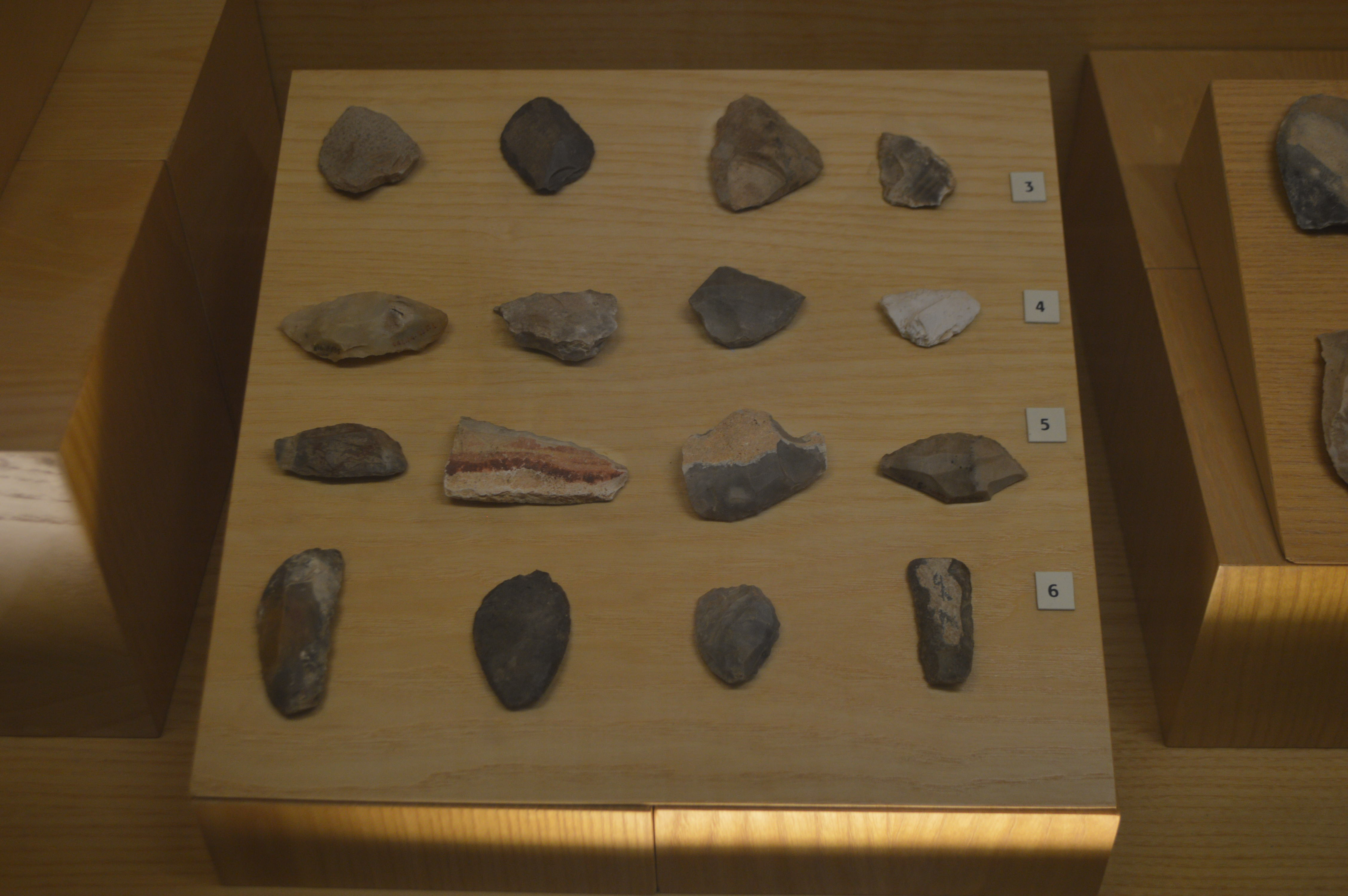
Divers outils lithiques